# Kemisk termodynamik
För andra betydelser, se Termokemi.
Kemisk termodynamik är en gren inom termodynamiken, som beskriver förhållandet mellan värme, {\displaystyle Q}, och arbete, {\displaystyle W}, från ett kemiskt perspektiv. 
Den kemiska termodynamiken grundar sig, precis som den traditionella termodynamiken, i empiriska mätningar. 
Centrala begrepp inom kemisk termodynamik är: 
- Inre energi ({\displaystyle U})
- Entalpi ({\displaystyle H})
- Entropi ({\displaystyle S})
- Gibbs fria energi ({\displaystyle G})
- Helmholtz fria energi ({\displaystyle A})